# Cologna Veneta
Cologna Veneta – miejscowość i gmina we Włoszech, w regionie Wenecja Euganejska, w prowincji Werona.
Według danych na rok 2004 gminę zamieszkiwało 7880 osób, 187,6 os./km².